# Симанкин, Григорий Филиппович
Григорий Филиппович Симанкин (1914, с. Победное — 1996, Донской, Тульская область) — командир батальона 461-го стрелкового полка (142-я стрелковая дивизия, 23-я армия, Ленинградский фронт), капитан, Герой Советского Союза.

## Биография
Родился 29 октября (по другим данным 14 октября) 1914 года в селе Победное в семье крестьянина. Русский.
Жил в городе Донской Тульской области. Окончил неполную среднюю школу. Работал слесарем, затем мастером на Донском механическом заводе.
В Красной Армии с 1940 года. В 1941 году окончил курсы младших лейтенантов. Член ВКП(б)/КПСС с 1943 года.
В действующей армии — с июля 1941. Командир батальона 461-го стрелкового полка капитан Григорий Симанкин умело организовал форсирование реки Вуокса (на Карельском перешейке) 9 июля 1944 года на подручных средствах. Переправившись через реку, батальон очистил от противника первые траншеи, расширил плацдарм и занял важную развилку дорог, способствуя развитию наступления соединения.
В наградном листе на представление к званию Героя Советского Союза от 13 июля 1944 года  командир полка майор Тихомиров написал:

«17.6.44 г. принял командование батальоном и упорно готовил его к боям при форсировании реки Вуокси.
В ночь с 8 на 9.7.44 г. под прикрытием артиллерийского огня на лодках и подручных средствах начал переправу через реку, ширина которой была почти 400 метров.
Плывя в голове колонны, капитан Симанкин, стоя в лодке, мужественно руководил подразделениями и с ходу выбил белофиннов из траншей. Углубившись до 2-х километров захватил развилку дорог, тем самым обеспечил форсирование реки частями корпуса.

К вечеру 9.7, будучи раненным, продолжал командовать батальоном и вести наступление».
После войны в запасе. Жил в городе Донской. Работал в угольной промышленности области.
Умер 6 января 1996 года. Похоронен в городе Донском, рядом с братской могилой воинов, павших в боях за освобождение Донского.

## Награды
- Указом Президиума Верховного Совета СССР от 24 марта 1945 года Григорию Филипповичу Симанкину присвоено звание Героя Советского Союза (номер медали 4553)[6].
- Награждён орденами Ленина, Отечественной войны 1 степени, Красной Звезды и медалями.